# 15e cérémonie des Phoenix Film Critics Society Awards
La 15e cérémonie des Phoenix Film Critics Society Awards (PFCS Awards), décernés par la Phoenix Film Critics Society, a récompensé les films réalisés dans l'année.

## Palmarès

### Meilleur film
- Birdman

### Meilleur réalisateur
- Richard Linklater pour Boyhood

### Meilleur acteur
- Michael Keaton pour Birdman

### Meilleure actrice
- Rosamund Pike pour Gone Girl

### Meilleur acteur dans un second rôle
- J.K. Simmons pour Whiplash

### Meilleure actrice dans un second rôle
- Keira Knightley pour The Imitation Game

### Meilleur jeune acteur
- Jaeden Lieberer pour St. Vincent

### Meilleure jeune actrice
- Lilla Crawford pour Into the Woods

### Meilleure distribution
- Birdman

### Meilleur espoir devant la caméra
- Rosamund Pike – Gone Girl

### Meilleur espoir derrière la caméra
- Dan Gilroy – Night Call

### Meilleur scénario original
- The Grand Budapest Hotel – Wes Anderson

### Meilleur scénario adapté
- Gone Girl – Gillian Flynn

### Meilleurs décors
- The Grand Budapest Hotel

### Meilleurs costumes
- The Grand Budapest Hotel

### Meilleure photographie
- Birdman – Emmanuel Lubezki

### Meilleur montage
- Birdman – Douglas Crise et Stephen Mirrione

### Meilleurs effets visuels
- Interstellar – Andrew Lockley, Ian Hunter, Paul J. Franklin et Scott R. Fisher
  - Edge of Tomorrow – Gary Brozenich, Nick Davis, Jonathan Fawkner et Jonathan Fawkner
  - La Planète des singes : L'Affrontement (Dawn of the Planet of the Apes) – Joe Letteri, Dan Lemmon et Matt Kutcher

### Meilleures cascades
- Edge of Tomorrow
  - John Wick
  - Need for Speed
  - La Planète des singes : L'Affrontement (Dawn of the Planet of the Apes)

### Meilleure chanson originale
- Everything is Awesome – La Grande Aventure Lego (The Lego Movie)
  - Les Nouveaux Héros (Big Hero 6) – Joe Trohman, Pete Wentz et Patrick Stump (pour la chanson 'Immortals')

### Meilleure musique de film
- Birdman

### Meilleur film en langue étrangère
- Ida  Pologne

### Meilleur film d'animation
- La Grande Aventure Lego (The Lego Movie)
  - Les Nouveaux Héros (Big Hero 6)

### Meilleur film de famille
- Into the Woods

### Meilleur film familial en prises de vues réelles
- Opération Muppets (Muppets Most Wanted)

### Meilleur film documentaire
- Glen Campbell : I’ll Be Me

### Film négligé de l'année
- Edge of Tomorrow